# 7 World Trade Center
7 World Trade Center, 7 WTC, WTC 7 eller Seven World Trade Center är namnet på två byggnader på Nedre Manhattan i New York, USA. Dels en nu existerande byggnad, se längre ner, men även en tidigare byggnad som förstördes till följd av 11 september-attackerna 2001.

## Originalbyggnaden (1987–2001)

### Design och konstruktion
7 World Trade Center eller bara 7 WTC, WTC 7 eller Salomon Brothers Building, var från början den sjunde kontorsbyggnaden i World Trade Center-komplexet i New York, USA. Den bestod av ett 47 våningar, 190 meter högt, 100 meter långt och 47 meter brett hus med fasad av glas och röd granit. Denna byggnad uppfördes på uppdrag av Larry Silverstein och designades av arkitektfirman Emery Roth & Sons. Byggföretaget Tishman Realty & Construction ansvarade för byggnationen som påbörjades 1983 och var färdig för invigning i maj 1987. Det blev då den sjunde byggnaden i (det dåvarande) World Trade Center-komplexet. 

Tryckfördelande anordning på våningarna 5–7.

Varje våning hade 4400 kvadratmeter kontorsutrymme, vilket var avsevärt större yta per våning än de flesta andra byggnader i New York City. Byggnaden konstruerades ovanpå ett ställverk av Con Edison som varit på platsen sedan 1967. Ställverket hade en kassun som var designad för att kunna hålla för trycket för en 25 våningar hög byggnad med 56 000 kvadratmeters yta [källa behövs]. Den slutliga designen för 7 World Trade Center var en mycket högre och större byggnad än det som ställverket var byggt för att klara. Detta löstes genom att extra ställverk byggdes, vilka kunde ta en stor del av trycket, samt en tryckfördelande anordning på våningarna 5–7 (se bild).

### Uthyrning
I juni 1986, innan byggnaden var färdigställd, fick Silverstein klartecken från Drexel Burnham Lambert som hyrestagare för hela byggnaden över en 30-årsperiod. I december 1986, efter Boesky insider-trading-skandalen sa dock Drexel Burnham Lambert upp kontraktet och Silverstein fick då börja om med att söka nya hyrestagare.

## Originalbyggnaden kollapsar
Byggnaden skadades av det norra tornets fall under 11 september-attackerna och kollapsade senare under dagen, enligt den officiella rapporten på grund av skadade pelare och kraftig överhettning efter en brand som pågått i flera timmar.
Tvillingtornen rasade dock 9.59 och 10.28 på förmiddagen, som ett direkt resultat av de kapade flygplan som en stund tidigare i hög fart kört rätt in i byggnaderna, medan 7 WTC föll ihop först cirka sju timmar senare, 17.20.
7 WTC var uppbyggd på samma sätt som tvillingtornen med en central stomme av vertikala balkar och en perifer "kolonnad" (rad av vertikala strukturella balkar) och öppna golvytor däremellan. Den stod även rakt ovanför ett tunnelbanespår. Enligt vissa forskare skadades dessa balkar undertill[källa behövs], samt stora delar av södra fasaden efter norra tornets kollaps, och efter att byggnaden brunnit i cirka sju timmar rasade den. Kollapsen började nerifrån istället för som på tvillingtornen längre upp och i och med att byggnaden även var ungefär hälften så hög som tvillingtornen så rasade byggnaden på endast cirka 6 sekunder. Detta var ungefär dubbelt så snabbt som för det södra tornet som kollapsade på cirka 11 sekunder, men motsvarar i bägge fallen ungefärligen fritt fall.

### Konspirationsteorier
Kollapsen av tornet skedde med en sådan precision att vissa anser att det omöjligt kan vara begått av terrorister. Tornet imploderade och föll rakt ner, vilket resulterade i att det bland annat skadade Fiterman Hall. Även förloppet att kollapsen skedde med en sådan hastighet att det nästan motsvarade fritt fall, skulle enligt konspirationsteorierna tyda på att det var ett jobb utfört av specialister från amerikanska staten. Vissa menar också att det finns många frågetecken runt frågan om huruvida det är möjligt att en byggnad av denna storlek kan kollapsa av bränder och skadorna från kollapserna av tvillingtornen.
Kritiker av dessa konspirationsteorier pekar på att rivningssprängningar i hus av den här storleken behöver veckor eller rentav månader för att praktiskt förberedas och att det inte finns några möjligheter att göra sådana förberedelser oupptäckt i en byggnad som ska sprängas. Likaså skulle en rivningssprängning resulterat i att fönstren i 7 WTC ha splittrats samt producerat en ljudsmäll på mellan 130 och 140 decibel, varav inget av dessa har registrerats. Att 7 WTC kollapsade någorlunda rakt ner är heller inte underligt i och med att huskroppen var ihålig, det krävs kortare och mer massiva konstruktioner för att ett kollapsförlopp ska resultera i en tippning åt något håll.

## Nya 7 World Trade Center

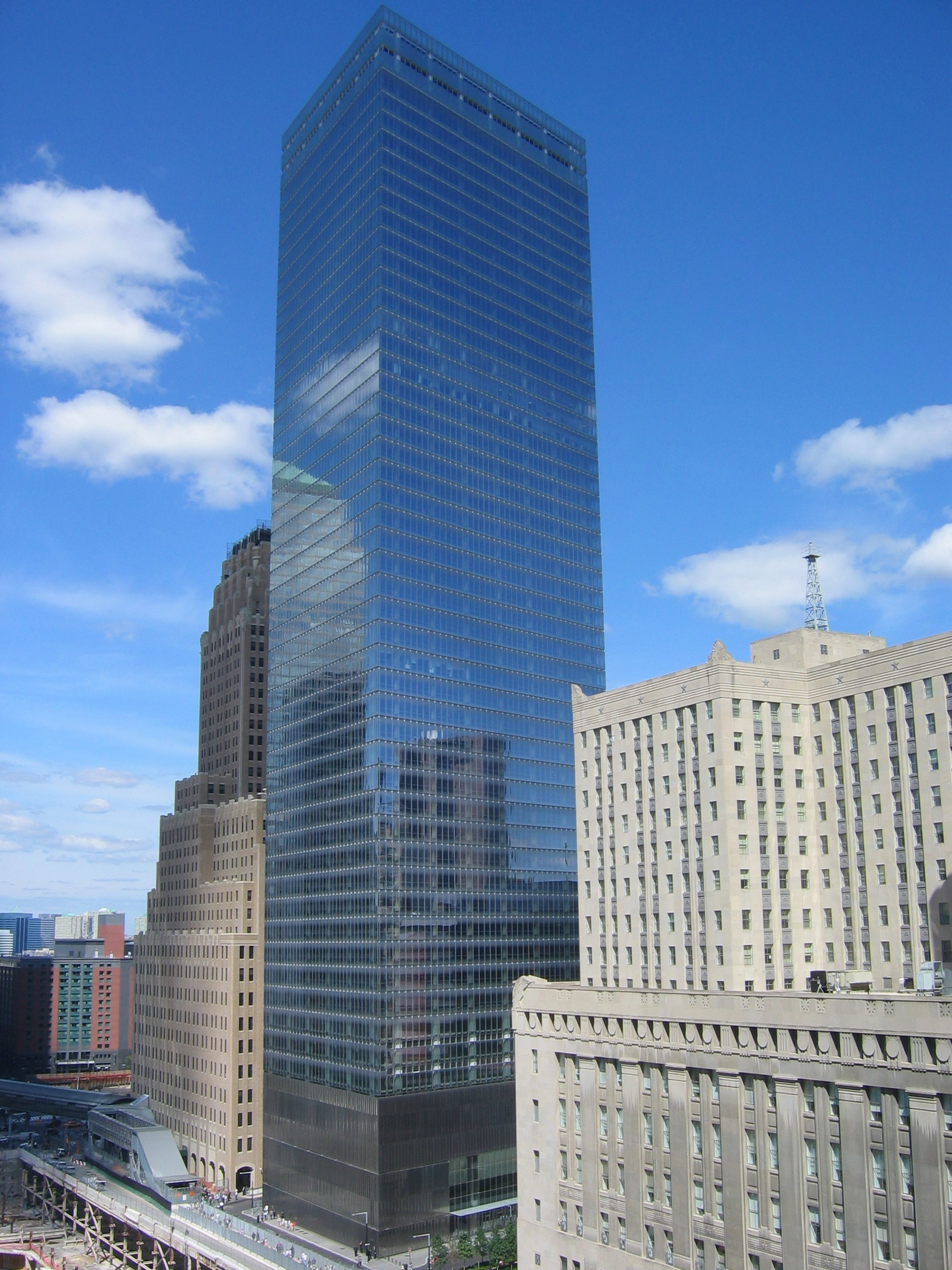
Nya 7 World Trade Center som stod färdigt 2006, ovanifrån har byggnaden formen av ett parallellogram.

Den 7 maj 2002, direkt efter att uppröjningen av rasmassorna från det tidigare komplexet var klar, påbörjades byggandet av nya 7 World Trade Center på samma plats som den gamla byggnaden låg, också detta på uppdrag av Larry Silverstein. Denna byggnad blev smalare och högre än den gamla med sina 226 meters höjd och 52 våningar. Fasaden gjordes helt i glas. Att den blev smalare var bland annat för att man ville förlänga Greenwich Street förbi World Trade Center.
Denna byggnad stod klar under 2006 som den första byggnaden i det nya World Trade Center-komplexet och fungerar liksom den tidigare byggnaden som kontorsbyggnad i området.
7 WTC var nedre Manhattans högsta byggnad från 2006 till 2011 då One World Trade Center, som då höll på att uppföras, blev högre.